# Кунихиса Утагава
Кунихиса Утагава (1832—1891) — японский художник. Работал в жанрах: якуся-э, фукэй-га.

## Биография
Кунихиса Утагава родился в Йокогама, расположенном в тридцати километрах от столицы. За исключением годов обучения в Эдо, в мастерской Кунисада Утагава, художник всю жизнь прожил в родном городе.

## Творчество
Как и его учитель, Кунихиса Утагава разрабатывал жанр театральной гравюры якуся-э. Произведения художника раннего периода еще носили подрожательный характер и во многом повторяли тематику и стиль работ Кунисада. Серьезный поворот в творчестве Кунихиса произошел после возвращения в Йокогаму. Под влиянием местной художественной школы, он увлекся пейзажной гравюрой, ставшей очень популярной во многом благодаря работам Андо Хиросигэ.